# 比利亚埃尔莫萨
比利亚埃尔莫萨，是西班牙卡斯蒂利亚-拉曼恰雷阿尔城省的一个市镇。 总面积363平方公里，总人口2519人（2001年），人口密度7人/平方公里。